# Jeju SK Football Club
Jeju United FC (coreano: 제주 유나이티드 FC) é um clube de futebol sul-coreano, atualmente compete na K-League.

## História
O clube tem sede em Jeju, Coreia do Sul. No passado, o clube foi conhecido pelos nomes Yukong Elephants Football Club e Bucheon SK.

## Títulos
- Campeonato Sul-Coreano de Futebol (K League Classic) 
  - Campeão (1) : 1989
  - Vice-campeão (4) : 1984, 1994, 2000, 2010
- Copa da Liga Coreana
  - Campeão (3) : 1994, 1996 (Adidas Cup), 2000 (Daehan Fire Insurance Cup)
  - Vice-campeão (2) : 1998 (Adidas Korea Cup), 1998 (Philip Morris Korea Cup)
- Copa Coreana de Futebol (Korean FA Cup)
  - Vice-campeão (1): 2004
- King's Cup
  - 3º lugar (1): 1990

## Elenco atual
Atualizado 13 de março de 2021.
Legenda
- : Capitão